# 해남 대흥사 금동관음보살좌상
해남 대흥사 금동관음보살좌상(海南 大興寺 金銅觀音菩薩坐像)은 전라남도 해남군 삼산면 대흥사에 있는 조선시대의 보살상이다.
2008년 3월 12일 대한민국의 보물 제1547호로 지정되었다.

## 개요
이 상은 윤왕좌(輪王坐)의 보살상으로 금동불로는 규모가 비교적 큰 편이다. 보살상의 세부 표현과 양식은 전반적으로 고려시대의 특징을 잘 계승하고 있으나, 길죽하면서도 부은 듯한 얼굴모습, 젖꼭지를 두드러지게 표현한 점, 몸 전면에 영락이 표현되지 않은 점, 몸을 감고 있는 천의자락의 선이 다소 경직되게 표현된 점 등은 조선전기의 특징으로 여겨진다.
이 보살상은 조선 전반기의 금동상으로서 규모가 큰 편이고 보관 등에 다소 파손된 부분이 있으나 전체적으로 원래의 모습을 잘 보존하고 있다. 또한 이와 같이 크기가 큰 윤왕좌의 보살상은 조선 전기 보살상 중에서는 그 예가 드물며, 신체의 균형이 좋으며 자연스럽게 처리된 옷 주름 등 조각기법이 매우 우수한 금동보살상이다.

## 같이 보기
- 대흥사

## 참고 자료
- 해남 대흥사 금동관음보살좌상 - 국가유산청 국가유산포털